# Ryo Takiya
Ryo Takiya (født 16. februar 1994) er en japansk fodboldspiller, som spiller for den japanske fodboldklub Kataller Toyama.